# Manuel Romerales Quintero
Manuel Romerales Quintero (Madrid, 5 de diciembre de 1875 - Melilla, 29 de agosto de 1936) fue un militar general español, ejecutado por los sublevados al inicio de la Guerra Civil Española.

## Biografía
Con dieciocho años ingresó en la Academia General de Infantería, de donde salió con el grado de teniente. Participó en la Guerra hispano-estadounidense en Cuba y en la de Marruecos. Ampliamente condecorado, ascendió a coronel por méritos de guerra y fue profesor en la Academia de Infantería de Toledo. Desde finales de 1933 hasta el 1 de agosto de 1935 fue por vez primera comandante jefe de la circunscripción oriental del Protectorado Español en Marruecos con sede en Melilla. En marzo de 1936 volvió a ocupar el mismo cargo. Cuando se produjo la sublevación militar, un grupo de oficiales y jefes rebeldes, al mando de los coroneles Luis Soláns Labedán y Juan Seguí, ocupó el edificio de la comandancia donde se encontraba el general Romerales y su Estado Mayor, la mayor parte del cual se sumó a la sublevación. Bajo amenaza de ejecutarlo en ese momento forzaron al general a rendirse y declinar el mando, y tanto él como quienes le acompañaban fueron detenidos.
El 26 agosto se celebró el consejo de guerra, presidido por el general Manuel de la Gándara y Sierra. Se acusó al general Romerales del cierre del casino militar, que ordenó para evitar enfrentamientos entre los oficiales y los militantes de las Juventudes Socialistas Unificadas, de haber elogiado el manifiesto del Frente Popular el 1 de mayo anterior y de plegarse a las directrices del Frente. El fiscal pidió la pena de muerte bajo la acusación de rebelión militar y de traición, a lo que el general Romerales —cuando se le permitió manifestar su parecer— negó traición alguna y cuestionó al tribunal tanto por razones de forma como de fondo.
Finalmente fue condenado a muerte y fusilado en el campo de tiro del Fuerte de Rostrogordo.